# Ústav marxismu-leninismu ÚV KSS
Ústav marxismu-leninismu ÚV KSS, zkr. ÚML ÚV KSS, bylo hlavní teoretické, ideologické a historiografické pracoviště Ústředního výboru Komunistické strany Slovenska v období tzv. normalizace.

## Popis činnosti pracoviště
Ústav předstíral formu a činnost vědeckého pracoviště a jeho hlavními úkoly byly zejména vypracovávat, upřesňovat a zdůvodňovat ideologické teze o historické nevyhnutelnosti růstu tzv. vedoucí úlohy komunistické strany ve společnosti v procesu tzv. výstavby rozvinutého socialismu a s tím spojená politická, sociální, hospodářská, kulturní a jiná témata. Ústav měl za úkol zpracovávat dějiny KSČ a v souvislosti s tím opravovat (i falšovat) zejména politické a hospodářské dějiny státu, zkoumat problematiku mezinárodních vztahů. Ústav školil aspiranty a doktorandy z oblasti marxistické filozofie a dějin mezinárodního dělnického hnutí pro potřeby komunistického stranického aparátu. Vydával jednorázové i periodické publikace z vlastní produkce i spisy předních komunistických funkcionářů (V. Biľaka, G. Husáka).
Mezi vědecké pracovníky ústavu patřili např. politici P. Kanis a P. Weiss, politologové J. Kiss, D. Malová, publicisté D. Gabaľ, J. Čierny a ďalší.
Ústav zanikl v důsledku ztráty mocenského postavení KSS po sametové revoluci (stejně jako Ústav marxismu-leninismu ÚV KSČ v Praze).